# T.P.E. Featuring Adam Marano
T.P.E. Featuring Adam Marano é o álbum de estreia do projeto de dance-pop e freestyle T.P.E. criado pelo produtor musical Adam Marano. T.P.E. significa The Philadelphia Entertainment. O álbum foi lançado em 1992 pela gravadora Micmac Records. Dos quatro singles lançados do álbum, o único a obter sucesso foi "Then Came You", que alcançou a posição #91 na Billboard Hot 100 em 1991. O álbum também contem a participação de cantores de freestyle que já eram populares localmente na Filadélfia, como Denine e Jade Starling, integrante do grupo Pretty Poison.

## Faixas
| N.º | Título              | Compositor(es)                                         | Duração |  |
| 1.  | "Then Came You"     | Amy Friedman                                           | 5:24    |  |
| 2.  | "Forever and a Day" | Amy Friedman/K. Patterson/Michael Fortuna/Rob Federici | 4:37    |  |
| 3.  | "Never Say Goodbye" | Adam Marano                                            | 5:11    |  |
| 4.  | "Silent Night"      | Adam Marano                                            | 4:21    |  |
| 5.  | "House of Love"     | Adam Marano/Rob Federici                               | 4:29    |  |
| 6.  | "Sex U Down"        | Adam Marano                                            | 4:55    |  |
| 7.  | "Dance with Me"     | Adam Marano/Rob Federici                               | 4:41    |  |
| 8.  | "Money on You"      | Adam Marano/Rob Federici                               | 4:30    |  |
| 9.  | "Don't Walk Away"   | Adam Marano                                            | 4:14    |  |

## Desempenho nas paradas musicais
Singles - Billboard
| Ano  | Single          | Parada musical        | Posição |
| ---- | --------------- | --------------------- | ------- |
| 1991 | "Then Came You" | The Billboard Hot 100 | 91      |